# Carlos Steneri
Carlos Steneri (19 de diciembre de 1945 - 14 de noviembre de 2024) fue un economista uruguayo.

## Biografía
Entre 1989 y 2010 Se desempeñó como agente financiero de Uruguay en Estados Unidos. Fue, además, el primer director de la Unidad de Gestión de Deuda del Ministerio de Economía y Finanzas.
Escribió columnas sobre economía en varios medios de prensa del país.
Cercano al Partido Colorado, tuvo una importante actuación durante la crisis económica de 2002. Relató su experiencia en el libro Al borde del abismo y en el documental Jorge Batlle: entre el cielo y el infierno.
Falleció en Montevideo el 14 de noviembre de 2024.